# The Brothel
The Brothel è il secondo album in studio della cantautrice norvegese Susanne Sundfør, pubblicato il 12 marzo 2010.
Nell'anno di uscita, è rimasto trentuno settimane consecutive nella Top40 degli album più venduti in Norvegia, di cui diciotto settimane in Top10 e quattro in prima posizione. Grazie a ciò, The Brothel è risultato essere l'album più venduto in Norvegia nel 2010. Ha inoltre ottenuto due candidature agli Spellemansprisen, i Grammy norvegesi, per le categorie "Migliori Testi" e "Miglior Compositore", vincendo in quest'ultima.
Nel booklet si fa riferimento al fatto che The Brothel sia nato dalla collaborazione creativa fra Susanne Sundfør e Kristin Austreid. Varie parti vocali dell'album sono inoltre state registrate dentro il Tomba Emmanuelle, un museo di Oslo che funge anche da mauseoleo dell'artista Emanuel Vigeland.

## Stile musicale
The Brothel è un album dallo stile ibrido e vario. Nei suoi brani vengono mescolati di volta in volta dream pop, jazz, musica elettronica, musica orchestrale, synth pop, dubstep, soul, folk, passaggi a cappella e riferimenti alla musica sacra. Susanne Sundfør ha anche fatto ricorso alle dissonanze, a uno stile vocale ricco di abbellimenti e a controcanti apparentemente cacofonici accostati a melodie orecchiabili.

## Tematiche
I testi sono molto curati e presentano sia passaggi semplici e d'impatto sia passaggi poetici e criptici. Alcuni brani sembrano legati dal concept della prostituzione, intensa in senso letterale oppure come metafora di stati d'animo o relazionali. Riguardo a ciò, Susanne si è espressa così:
Il brano Turkish Delight, inoltre è stato ispirato dal romanzo Il Leone, La Strega e l'Armadio di C. S. Lewis. La strumentale As I Walked Out One Evening, invece, prende il titolo dall'omonimo componimento del poeta Wystan Hugh Auden.

## Promozione
Susanne Sundfør ha promosso l'album con un tour norvegese ed esibizioni in programmi televisivi e radiofonici. Sono stati inoltre estratti tre singoli: The Brothel, It's All Gone Tomorrow e Turkish Delight; di tutti e tre sono stati pubblicati dei remix ufficiali, ma solo del primo è stato girato un videoclip. 

## Accoglienza
| Recensione | Giudizio |
| ---------- | -------- |
| Dagbladet  |          |
| OndaRock   |          |
| SpazioRock |          |

La critica specializzata ha molto apprezzato The Brothel. Eirik Kydland di Dagbladet ha addirittura affermato che "diversi artisti pop piangeranno ascoltandolo", tanto è artisticamente distante da loro. Infatti, come scrive Alessandro Biancalana su OndaRock, Susanne Sundfør "rompe ogni cliché compositivo e mette insieme un album sorprendente, del tutto estraneo a schemi e categorie".

## Tracce
Testi e musiche di Susanne Sundfør, eccetto dove indicato.
1. The Brothel – 6:15
2. Lilith – 3:35
3. Black Widow – 3:16
4. It's All Gone Tomorrow – 6:07
5. Knight of Noir – 5:02
6. Turkish Delight – 4:48
7. As I Walked Out One Evening – 3:18 (musica: Susanne Sundfør, Lars Horntveth)
8. O Master – 4:21
9. Lullaby – 4:48
10. Father Father – 3:22

## Formazione
- Susanne Sundfør: voce, pianoforte, sintetizzatore, Fender Rhodes, vibrafono, glockenspiel, marimba, kalimba, tamburello basco, drum machine, sansula, arrangiamenti degli archi
- Helge Sten: corista in The Brothel, Lilith, Black Widow, O Master, Lullaby e Father Father
- Lars Horntveth: co-produzione, sintetizzatore, waterphone, pedal steel guitar, chitarra baritona, chitarra elettrica, chitarra acustica, clarinetto, marxophone, kokle, vibrafono, marimba, pianoforte, drum machine, arrangiamenti degli archi
- Morten Qvenild: sintetizzatore
- Gard Nilssen: batteria
- Frode Larsen, Øyvind Fossheim : violini
- Nora Taksdal: viola
- Emery Cardas: violoncello
- Hans Petter Bang: contrabasso
- Erik Johannessen: trombone, tuba
- Heming Valebjørg: timpani, rullante
- Martin Horntveth: drum machine, piatti, grancassa
- Alexender Kloster-Jensen: batteria e cordofoni aggiuntivi
- Morten Qvenild: produzione
- Jørgen Træen: drum machine, missaggio
- Björn Engelman: mastering

## Classifiche
| Classifica | Posizione massima |
| ---------- | ----------------- |
| Norvegia.  | 1                 |